# Rob Schuurman
Rob Schuurman est un architecte néerlandais. Il est l’architecte d'Amsterdam ArenA, le stade olympique d’Amsterdam et du stade olympique de Radès en Tunisie.